# Marshall Neilan
Marshall Neilan, nome completo Marshall Ambrose Neilan (detto Mickey) (San Bernardino, 11 aprile 1891 – Los Angeles, 27 ottobre 1958), è stato un regista, attore, sceneggiatore e produttore cinematografico statunitense.

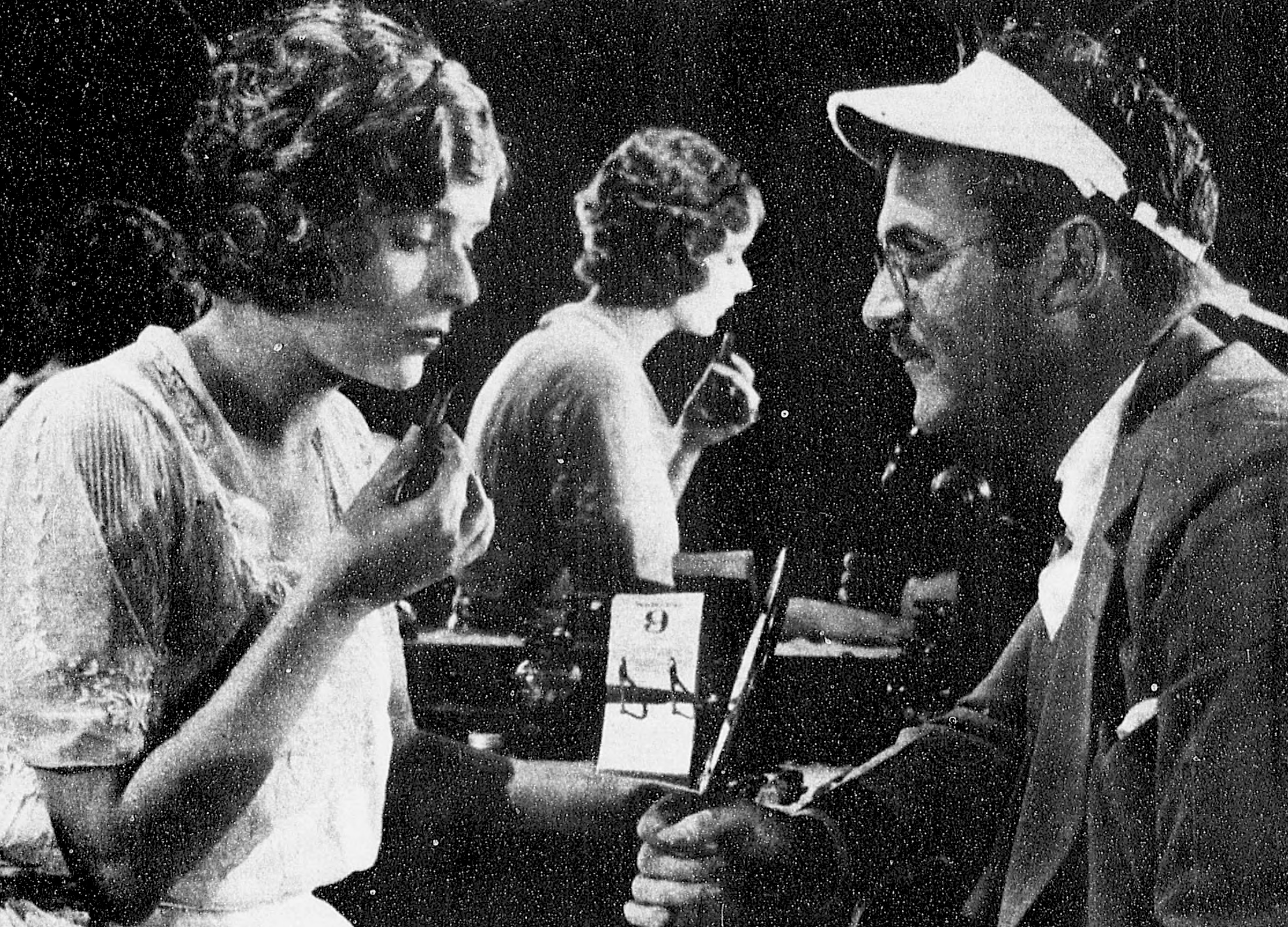
Marshall Neilan sul set con la moglie, l'attrice Blanche Sweet (1922)

Molto attivo all'epoca del muto, sposato con la famosa attrice Blanche Sweet, era conosciuto anche come Marshall A. Neilan, Marshal Neilan, Mickey Neilan.

## Biografia
Nato a San Bernardino, in California, era chiamato familiarmente "Mickey". In seguito alla morte del padre, a undici anni lasciò la scuola per trovarsi un lavoro e poter aiutare la madre, lavorando come comparsa a teatro. Nel 1910, quando alcuni dirigenti cinematografici della Biograph visitarono i dintorni di Los Angeles alla ricerca di un sito per i loro stabilimenti californiani, Mickey venne assunto come autista per guidarli nelle ricerche. Neilan girò il suo primo film nel 1912 per la Kalem Company, a fianco di Ruth Roland, un'attrice famosa per i ruoli d'azione che interpretava.

## Filmografia

### Attore
- How Jim Proposed – cortometraggio (1912)
- Accidents Will Happen (1912)
- Walk, -- You, Walk! (1912)
- The Tenderfoot's Troubles, regia di P.C. Hartigan (1912)
- The Romance of a Dry Town, regia di P.J. Hartigan (1912)
- The Kidnapped Conductor (1912)
- The Pasadena Peach (1912)
- When the Fire-Bells Rang (1912)
- Ranch Girls on a Rampage (1912)
- The Reward of Valor (1912)
- The Brand (1912)
- Cupid Through Padlocks (1912)
- For the Good of Her Men (1912)
- The Weaker Brother, regia di Allan Dwan (1912)
- The Bugler of Battery B, regia di Kenean Buel – cortometraggio (1912)
- The Tell-Tale Shells (1912)
- The Outlaw Colony (1912)
- The Bandit of Point Loma (1912)
- The Will of James Waldron (1912)
- The Greaser and the Weakling (1912)
- The Stranger at Coyote (1912)
- The Vengeance That Failed (1912)
- The Foreclosure (1912)
- Calamity Anne's Ward (riedizione: Calamity Anne, Guardian), regia di Allan Dwan – cortometraggio (1912)
- Father's Favorite (1912)
- The Best Man Wins, regia di Allan Dwan (1912)
- The Wooers of Mountain Kate, regia di Allan Dwan – cortometraggio (1912)
- The Wanderer (1912)
- The Intrusion at Lompoc (1912)
- A Busy Day in the Jungle (1912)
- A Mountain Tragedy (1912)
- Why Tightwad Tips (1912)
- The Peace Offering (1912)
- The Mission of a Bullet, regia di Pat Hartigan (1913)
- The Manicurist and the Mutt (1913)
- The Horse That Wouldn't Stay Hitched (1913)
- Three Suitors and a Dog (1913)
- The Matrimonial Venture of the 'Bar X' Hands (1913)
- Trixie and the Press Agent (1913)
- A Cold Storage Egg (1913)
- Sally's Guardian (1913)
- The Sheriff of Stone Gulch (1913)
- Parcel Post Johnnie (1913)
- Absent Minded Abe (1913)
- Jones' Jonah Day (1913)
- The Cat and the Bonnet (1913)
- The 'Fired' Cook (1913)
- Fatty's Deception (1913)
- The Bravest Girl in California (1913)
- The Phony Singer (1913)
- A Coupon Courtship (1913)
- Fatty's Busy Day (1913)
- The Wanderer, regia di David W. Griffith (1913)
- Toothache (1913)
- The Hash House Count (1913)
- Pat, the Cowboy (1913)
- The Egyptian Mummy (1913)
- The Black Hand (1913)
- The Comedy Team's Strategy (1913)
- When Women Are Police (1913)
- The Spirit of the Flag, regia di Allan Dwan (1913)
- Percy's Wooing (1913)
- The Rube and the Boob (1913)
- Partners (1913)
- In Love and War, regia di Allan Dwan e Thomas H. Ince (1913)
- Cupid's Lariat (1913)
- Women and War (1913)
- Curing Her Extravagance (1913)
- The Powder Flash of Death (1913)
- The Picket Guard, regia di Allan Dwan (1913)
- The Tenderfoot's Luck
- Mental Suicide (1913)
- Man's Duty (1913)
- The Animal (1913)
- The Harvest of Flame (1913)
- Two Men of the Desert (1913)
- The Wall of Money (1913)
- The Hobo and the Myth (1913)
- The House of Discord, regia di James Kirkwood (1913)
- The Wedding Gown  (1913)
- Only One Shirt – cortometraggio (1914)
- The Sentimental Sister (1914)
- Vaccinating the Village (1914)
- Classmates (1914)
- A Bottled Romance – cortometraggio (1914)
- Giuditta di Betulla (Judith of Bethulia), regia di David W. Griffith (1914)
- Stung (1914)
- Dippy's Dream (1914)
- McBride's Bride di Marshall Neilan (1914)
- The Wages of Sin (1914)
- An Elopement in Rome, regia di Marshall Neilan (1914)
- The Billionaire, regia di James Kirkwood (1914)
- Fleeing from the Fleas, regia di Marshall Neilan (1914)
- Rube, the Interloper, regia di Marshall Neilan (1914)
- Wanted: An Heir, regia di Marshall Neilan (1914)
- The Bingville Fire Department, regia di Marshall Neilan (1914)
- The Deadly Battle at Hicksville, regia di Marshall Neilan (1914)
- Don't Monkey with the Buzz Saw, regia di Marshall Neilan (1914)
- A Substitute for Pants, regia di Marshall Neilan (1914)
- Sherlock Bonehead, regia di Marshall Neilan (1914)
- When Men Wear Skirts, regia di Marshall Neilan (1914)
- Men and Women, regia di James Kirkwood (1914)
- Ham the Lineman, regia di Marshall Neilan (1914)
- The Slavery of Foxicus, regia di Marshall Neilan (1914)
- The Tattered Duke, regia di Marshall Neilan (1914)
- Ham and the Villain Factory di Marshall Neilan (1914)
- Lizzie the Life Saver di Marshall Neilan (1914)
- Ham, the Piano Mover di Marshall Neilan (1914)
- Ham the Iceman di Marshall Neilan (1914)
- Bud, Bill and the Waiter di Marshall Neilan (1914)
- The Bold Banditti and the Rah, Rah Boys di Marshall Neilan (1914)
- Cupid Backs the Winners (1914)
- The Winning Whiskers di Marshall Neilan (1914)
- The Reformation of Ham di Marshall Neilan (1914)
- Love, Oil and Grease di Marshall Neilan (1914)
- Getting Father's Goat, regia di Marshall Neilan (1915)
- Put Me Off at Wayville, regia di Marshall Neilan (1915)
- A Model Wife, regia di Marshall Neilan (1915)
- The Country Boy, regia di Frederick A. Thomson (1915)
- The Love Route, regia di Allan Dwan (1915)
- The Commanding Officer, regia di Allan Dwan (1915)
- May Blossom, regia di Allan Dwan (1915)
- Little Pal, regia di James Kirkwood (1915)
- Rags, regia di James Kirkwood (1915)
- A Girl of Yesterday, regia di Allan Dwan (1915)
- Madame Butterfly, regia di Sidney Olcott (1916)
- Mice and Men, regia di J. Searle Dawley (1916)
- The Cycle of Fate, regia di Marshall Neilan (1916)
- The Prince Chap, regia di Marshall Neilan (1916)
- The Crisis, regia di Colin Campbell (1916)
- Daddy-Long-Legs, regia di Marshall Neilan (con il nome Marshall A. Neilan) (1919)
- Broadway Gold, regia di J. Gordon Cooper, Edward Dillon (1923)
- È nata una stella (A Star Is Born), regia di William A. Wellman e, non accreditato, Jack Conway (1937)
- Un volto nella folla (A Face in the Crowd), regia di Elia Kazan (1957)

### Regista
- The Harvest of Flame – cortometraggio (1913)
- Stung – cortometraggio (1914)
- Dippy's Dream – cortometraggio (1914)
- McBride's Bride – cortometraggio (1914)
- An Elopement in Rome – cortometraggio (1914)
- Fleeing from the Fleas – cortometraggio (1914)
- Rube, the Interloper – cortometraggio (1914)
- Wanted: An Heir – cortometraggio (1914)
- The Bingville Fire Department – cortometraggio (1914)
- The Deadly Battle at Hicksville – cortometraggio (1914)
- Don't Monkey with the Buzz Saw – cortometraggio (1914)
- A Substitute for Pants – cortometraggio (1914)
- Sherlock Bonehead – cortometraggio (1914)
- When Men Wear Skirts – cortometraggio (1914)
- Ham the Lineman (1914)
- The Slavery of Foxicus (1914)
- The Tattered Duke (1914)
- Si's Wonderful Mineral Spring (1914)
- Ham and the Villain Factor (1914)
- Lizzie the Life Saver (1914)
- Ham, the Piano Mover (1914)
- A Peach at the Beach (1914)
- Ham the Iceman (1914)
- Bud, Bill and the Waiter (1914)
- The Bold Banditti and the Rah, Rah Boy (1914)
- The Winning Whiskers – cortometraggio (1914)
- The Reformation of Ham (1914)
- Love, Oil and Grease (1914)
- Getting Father's Goat (1915)
- Put Me Off at Wayvill (1915)
- A Model Wife (1915)
- Ham and the Sausage Factory (1915)
- The Toilers (1915)
- The Chronicles of Bloom Center - serial cinematografico (1915)
- Landing the Hose Reel – cortometraggio (1915)
- The Come Back of Percy – cortometraggio (1915)
- A Thing or Two in Movies – cortometraggio (1915)
- Spooks – cortometraggio (1916)
- The Cycle of Fate (1916)
- The Prince Chap (1916)
- The Country That God Forgot (1916)
- A Strange Adventure – cortometraggio) (1917)
- Those Without Sin (1917)
- La bottiglia incantata (The Bottle Imp) (1917)
- The Tides of Barnegat (1917)
- The Girl at Home (1917)
- The Silent Partner (come Marshall A. Neilan) (1917)
- Freckles (1917)
- Il Giaguaro (The Jaguar's Claws) (1917)
- Rebecca of Sunnybrook Farm (1917)
- The Little Princess (1917)
- War Relief (1917)
- Stella Maris (come Marshall A. Neilan) (1918)
- Amarilly of Clothes-Line Alley (come Marshall A. Neilan) (1918)
- Il giglio selvatico (M'Liss) (1918)
- Hit-the-Trail Holliday (come Marshall A. Neilan) (1918)
- Heart of the Wilds (1918)
- Dopo la tormenta (Out of a Clear Sky) (1918)
- Three Men and a Girl (1919)
- The Unpardonable Sin (1919)
- Papà Gambalunga (Daddy-Long-Legs) (1919)
- Her Kingdom of Dreams (1919)
- In Old Kentucky (1919)
- The River's End , co-regia di Victor Heerman (1920)
- Don't Ever Marry, co-regia di Victor Heerman (1920)
- Go and Get It, co-regia di Henry Roberts Symonds (1920)
- Dinty, co-regia di John McDermott (1920)
- Bob Hampton of Placer (1921)
- Bits of Life (1921)
- The Lotus Eater (1921)
- Penrod (1922)
- Fools First (1922)
- Minnie (1922)
- The Strangers' Banquet (1922)
- The Eternal Three (1923)
- The Rendezvous (1923)
- Dorothy Vernon of Haddon Hall (1924)
- Tess of the D'Urbervilles (1924)
- The Sporting Venus (1925)
- The Great Love (1925)
- Mike (1926)
- The Skyrocket (1926)
- Wild Oats Lane (1926)
- Diplomacy (1926)
- Everybody's Acting (1926)
- Venus of Venice (1926)
- Her Wild Oat (1927)
- Three-Ring Marriage (1928)
- Take Me Home (1928)
- Allegro autista (Taxi 13) (1928)
- His Last Haul (1928)
- Black Waters (1929)
- The Awful Truth (1929)
- Tanned Legs (non accreditato) (1929)
- The Vagabond Lover (1929)
- Sweethearts on Parade (1930)
- Ex-Sweeties (1931)
- Catch as Catch Can (1931)
- War Mamas (1931)
- Social Register (1934)
- Chloe, Love Is Calling You (1934)
- The Lemon Drop Kid (1934)
- This Is the Life (1935)
- Sing While You're Able (1937)
- Swing It, Professor (1937)
- Thanks for Listening (1937)

### Sceneggiatore
- Saved from Court Martial, regia di George Melford e Kenean Buel (1912)
- The Reformation of Dad, regia di Lem B. Parker – cortometraggio (1913)
- The Wall of Money, regia di Allan Dwan (1913)
- Ham at the Garbage Gentleman's Ball, regia di Chance Ward – cortometraggio (1915)
- The Come Back of Percy, regia di Marshall Neilan – cortometraggio (1915)
- The Cycle of Fate, regia di Marshall Neilan (1916)
- The Country That God Forgot, regia di Marshall Neilan (1916)
- A Strange Adventure, regia di Marshall Neilan – cortometraggio) (1917)
- Le avventure di Tom Sawyer (The Adventures of Tom Sawyer), regia di Norman Taurog (1938)

### Produttore
- Amarilly of Clothes-Line Alley, regia di Marshall Neilan - supervisore (1918)
- Don't Ever Marry, regia di Victor Heerman e Marshall Neilan - produttore (1920)
- Dorothy Vernon of Haddon Hall, regia di Marshall Neilan - produttore (1924)
- Wild Oats Lane
- Everybody's Acting
- Tanned Legs
- Social Register, regia di Marshall Neilan - supervisore (1934)